# Amt Biesenthal-Barnim
L'Amt Biesenthal-Barnim è una comunità amministrativa del Brandeburgo, in Germania.
Comprende 1 città e 5 comuni.

## Suddivisione
- Biesenthal (città)
- Breydin
- Marienwerder
- Melchow
- Rüdnitz
- Sydower Fließ

Capoluogo e centro maggiore è Biesenthal.